# Wiesbadeni főpályaudvar
A wiesbadeni főpályaudvar (németül: Wiesbaden Hauptbahnhof) egyike Németország legnagyobb vasúti fejpályaudvarainak. Naponta több mint 40 ezer utas fordul meg az épületben. Az állomás tízvágányos. A pályaudvarról naponta 500 vonat indul Németország különböző részeibe.

## Forgalom

### Távolsági járatok
| Járat        | Útvonal | Járatsűrűség         |
| ------------ | --- | -------------------- |
| ICE 20/ICE22 | Wiesbaden Hbf – Mainz Hbf – Frankfurt(Main)Hbf – Kassel-Wilhelmshöhe – Göttingen Hbf − Hannover Hbf – Hamburg-Altona | Egy járat            |
| ICE 42       | Wiesbaden Hbf – Mainz Hbf – Worms Hbf – Mannheim Hbf – Stuttgart Hbf – Ulm Hbf – Augsburg Hbf – München Hbf | Egy járat            |
| ICE 45       | Stuttgart Hbf – Vaihingen (Enz) – Heidelberg Hbf – Mannheim Hbf – Mainz Hbf – Wiesbaden Hbf – Limburg Süd – Montabaur – Siegburg/Bonn – Flughafen Köln/Bonn – Köln Hbf – Düsseldorf Hbf – Duisburg Hbf – Essen Hbf – Bochum Hbf – Dortmund Hbf | Két járat            |
| ICE 50       | Wiesbaden Hbf – Mainz Hbf – Frankfurt Flughafen Fernbf – Frankfurt (Main) Hbf – Fulda – Eisenach – Erfurt Hbf – Leipzig Hbf (– Dresden Hbf) | Kétóránként          |
| IC 30        | Wiesbaden Hbf – Mainz Hbf – Mannheim Hbf – Heidelberg Hbf – Vaihingen (Enz) – Stuttgart Hbf | Egy járat, szombaton |
| RJ           | Wiesbaden Hbf – Mainz Hbf – Frankfurt Flughafen Fernbf – Mannheim Hbf – Stuttgart Hbf – Ulm Hbf – Augsburg Hbf – München Hbf – Salzburg Hbf – Linz Hbf – St. Pölten Hbf – Wien Westbf – Budapest                                               | Egy járat, szombaton |

### S-Bahn
| Járat | Útvonal | Gyakoriság  |
| ----- | --- | ----------- |
| S1    | Wiesbaden Hbf – Wiesbaden Ost – Mainz-Kastel – Hochheim (Main) – Flörsheim (Main) – Eddersheim – Hattersheim (Main) – Frankfurt-Sindlingen – Frankfurt-Höchst Farbwerke – Frankfurt-Höchst – Frankfurt-Nied – Frankfurt-Griesheim – Frankfurt (Main) Hbf tief – Frankfurt (Main) Taunusanlage – Frankfurt (Main) Hauptwache – Frankfurt (Main) Konstablerwache – Frankfurt (Main) Ostendstraße – Frankfurt (Main) Mühlberg – Offenbach-Kaiserlei – Offenbach Ledermuseum – Offenbach Marktplatz – Offenbach (Main) Ost – Offenbach-Bieber – Offenbach-Waldhof – Obertshausen – Rodgau-Weiskirchen – Rodgau-Hainhausen – Rodgau-Jügesheim – Rodgau-Dudenhofen – Rodgau-Nieder-Roden – Rodgau-Rollwald – Rödermark-Ober-Roden | félóránként |
| S8    | Wiesbaden Hbf – Wiesbaden Ost – Mainz Nord – Mainz Hbf – Mainz Römisches Theater – Mainz-Gustavsburg – Mainz-Bischofsheim – Rüsselsheim Opelwerk – Rüsselsheim – Raunheim – Kelsterbach – Frankfurt (Main) Flughafen – Frankfurt am Main Stadion – Frankfurt-Niederrad – Frankfurt (Main) Hbf tief – Frankfurt (Main) Taunusanlage – Frankfurt (Main) Hauptwache – Frankfurt (Main) Konstablerwache – Frankfurt (Main) Ostendstraße – Frankfurt (Main) Mühlberg – Offenbach-Kaiserlei – Offenbach Ledermuseum – Offenbach Marktplatz – Offenbach (Main) Ost (– Mühlheim (Main) – Mühlheim (Main) Dietesheim – Steinheim (Main) – Hanau Hbf)                                                                                 | félóránként |
| S9    | Wiesbaden Hbf – Wiesbaden Ost – Mainz-Kastel – Mainz-Bischofsheim – Rüsselsheim Opelwerk – Rüsselsheim – Raunheim – Kelsterbach – Frankfurt (Main) Flughafen – Frankfurt am Main Stadion – Frankfurt-Niederrad – Frankfurt (Main) Hbf tief – Frankfurt (Main) Taunusanlage – Frankfurt (Main) Hauptwache – Frankfurt (Main) Konstablerwache – Frankfurt (Main) Ostendstraße – Frankfurt (Main) Mühlberg – Offenbach-Kaiserlei – Offenbach Ledermuseum – Offenbach Marktplatz – Offenbach (Main) Ost – Mühlheim (Main) – Mühlheim (Main) Dietesheim – Steinheim (Main) – Hanau Hbf | félóránként |

## Vasútvonalak
- Kelet-rajnai vasútvonal (KBS 466)
- Taunus-vasútvonal (KBS 645.1)
- Ländches-vasútvonal (KBS 627)
- Köln–Frankfurt nagysebességű vasútvonal (KBS 472)